# Misa parodia
La misa parodia o misa de parodia o misa de imitación, es un arreglo musical de la misa típico del siglo XVI que utiliza como parte de su material melódico múltiples voces de una pieza musical preexistente, como por ejemplo un fragmento de un motete o una chanson profana. Se distingue de los otros dos tipos más relevantes de composición de misas en el Renacimiento, la misa de cantus firmus y la misa paráfrasis.
En este caso el término "parodia" no tiene nada que ver con el humor, como en el sentido moderno de la palabra. Si bien es cierto que en algunos casos canciones profanas subidas de tono fueron efectivamente utilizadas en la composición de misas, con la misma frecuencia música no litúrgica sacra como eran los motetes sirvieron de base para la misas parodia. En lugar de denominarlas "misa parodia", se ha sugerido el término "misa de imitación" que era a la vez más preciso y más cercano al uso original, ya que el término "parodia" se basa en una interpretación errónea de un texto de finales del siglo XVI.

## Historia
La misa parodia fue un modelo muy popular durante el Renacimiento. Palestrina llegó a escribir unas 50 y en la primera mitad del siglo XVI este estilo de componer era la forma dominante. El Concilio de Trento, en un documento fechado el 10 de septiembre de 1562, prohibió el uso de material profano, "... que nada profano se entremezcle ... desterrar de la iglesia toda la música que contiene, ya sea en el canto o la interpretación al órgano, lo que es lascivo o impuro". No obstante, las reformas fueron seguidas con más atención sólo en Italia. En Francia un cambio en el gusto ya había traído a la práctica musical muchos de los deseos de los miembros del Concilio y en Alemania se han ignorado ampliamente.
En su definición habitual misa parodia es un término que sólo se aplica a las misas en las que se utiliza un fragmento polifónico. Las misas que incorporan una sola voz tomada de la fuente original polifónica, que no es tratada como un cantus firmus sino que es elaborada y se mueve entre las diferentes voces, se conocen como misas paráfrasis. Las técnicas de la parodia incluyen la adición o eliminación de las voces de la pieza original, añadiendo fragmentos de material nuevo o sólo utilizando el fragmento al comienzo de cada parte de la misa. En su colosal obra de 22 volúmenes El melopeo y maestro de 1613, el teórico de la música italiana Pietro Cerone dio algunas pautas generales para la elaboración de una misa parodia: cada una de las secciones principales de la misa debe comenzar con el inicio de la fuente, la sección interior del Kyrie debe usar un motivo secundario. Algunas porciones, por ejemplo, el segundo y tercer Agnus Dei, no deben ir encadenados al modelo sino que se componen libremente. También recomendó el uso de tantas ideas musicales subsidiarias del modelo como fuera posible.
Algunos ejemplos de las primeras misas de parodia incluyen la Misa Malheur me bat, la Misa Mater Patris y la Misa Fortuna desperata de Josquin des Prez así como la Misa de Dringhs de Antoine Brumel. A mediados del siglo XVI un alto porcentaje de la totalidad de misas compuestas aplica la técnica de la parodia.